# روز واقعه (فیلم‌نامه)
روز واقعه فیلم‌نامه‌ای از بهرام بیضایی است از سالِ ۱۳۶۱.
بر اساسِ این کتاب شهرام اسدی فیلمی به همین نام به سالِ ۱۳۷۳ ساخته، مجید انتظامی سمفونیِ روز واقعه را ساخته و محمّد رحمانیان نیز نمایشنامه‌ای نوشته است.

## متن
شخصاً در همان بار اوّلی که فیلمنامه را خواندم، به واسطهٔ سبک و سیاق حاکم بر کار فهمیدم که احتمالاً بهرام بیضایی در نگارش آن نقش داشته است. وقتی حدسم را با فرهنگ در میان گذاشتم، او تأیید کرد که فیلمنامه کارِ بیضایی است . . .

عبدالله اسفندیاری
روز واقعه به سالِ ۱۳۶۱ و به روایتِ دیگر به سالِ ۱۳۵۸ نگاشته شد و کتابش نخستین بار به سالِ ۱۳۶۳ در انتشاراتِ ابتکار طبع شد. سپس‌تر کتاب در انتشاراتِ روشنگران و مطالعات زنان چاپ شد و چاپ‌های بعدی به وسیلهٔ همین ناشر و با نگارهٔ «نقارهٔ سفر» از مقاماتِ حریری کارِ بغداد (۶۳۵ هجریِ قمری) بر روی جلد بوده است.
عبدالله اسفندیاری در گفتگویی به سالِ ۱۳۹۱ توضیح داده است که «حوالی سال ۱۳۶۰» که در شبکهٔ یکِ تلویزیونِ ایران کار می‌کرده، داستانِ مسلمان شدنِ یکی مسیحی در زمانِ واقعهٔ عاشورا را برای داریوش فرهنگ تعریف کرده و از او درخواسته تا فیلم‌نامه‌ای از این داستان بنویسد؛ ولی فرهنگ نپذیرفته و داستان را به دیگرانی از جمله کیهان رهگذار و محسن مخملباف بازگفته، مگر فیلم‌نامه‌اش را بنویسند؛ ولی کسی نخواسته و فیلم‌نامه‌ای نوشته نشده و موضوع فراموش شده؛ تا یک سالی سپس‌تر که داریوش فرهنگ بازمی‌گردد و فیلم‌نامهٔ روز واقعه را به نامِ نویسنده‌ای با نامِ مستعارِ «ع. سالک» به تلویزیون می‌دهد، که پروانهٔ ساخت می‌گیرد؛ ولی تصمیم به ساختِ فیلم تا پس از جنگ پس‌می‌افتد.
در این اثنا، نویسنده در سالِ ۱۳۶۳ کتابِ روز واقعه را چاپ کرد و نگارندهٔ واقعی فیلم‌نامه شناخته شد.
احمد طالبی‌نژاد خبر داده که کسانی بر این باور بوده‌اند که بیضایی روز واقعه را «برای تبرئه‌ی خود از برخی اتهامات» نوشته است.

### نامِ کتاب
ترکیبِ «روزِ واقعه» در شعرِ حافظ پیشینه دارد، و به معنیِ روزِ مرگ به کار رفته است. قرآن نیز سوره‌ای به نامِ «واقعه» دارد که دربارهٔ «رستاخیز» است.

## چکیدهٔ داستان
جوانِ نصرانیِ تازه‌اسلامی است به نامِ شبلی که به عشقِ راحله اسلام آورده و اینک در روزِ عروسی، یک روز پیش از واقعهٔ عاشورا، آنگاه که اخبارِ کشتنِ مسلم بن عقیل می‌رسد، آوایی در سرش می‌پیچد که کمک می‌خواهد. شبلی پیِ آوا از جشنِ عروسی بیرون می‌زند و راهِ کوفه پیش می‌گیرد و به تاخت از بیابان می‌گذرد و در این سفر ماجراهایی از سر می‌گذراند؛ ولی سرانجام ساعتی پس از واقعهٔ عاشورا به کربلا می‌رسد.

## فیلم
امکانِ ساختِ فیلمی از این فیلم‌نامه برای بیضایی فراهم نشد. سالِ ۱۳۶۲ حسن جلایر حقوقِ فیلم‌نامه را از او خرید و آن را برای دریافت پروانهٔ ساخت به وزارتِ فرهنگ و ارشاد اسلامی داد؛ که پس از دو سال و اندکی دست بردن در متن پذیرفته شد. در سالِ ۱۳۷۳ از روی این فیلم‌نامه فیلمِ روز واقعه را ساختند. کارگردانِ این اقتباس شهرام اسدی و تهیه‌کننده مرتضی شایسته است. (اسدی بعدها فیلمِ دیگری به نامِ شب واقعه نیز ساخت.)

### بیضایی و تنگنای فیلم‌سازی
عبدالله اسفندیاری در گفتگویی آورده که بیضایی از اقتباسِ سینمایی شهرام اسدی خشنودیِ نسبی داشته است. بیضایی خود در گفتگویی با جواد طوسی در بهارِ ۱۳۸۸ گفته:

روز واقعه را نگذاشتند خودم بسازم. لااقل ده تا کارگردان عوض شد و من تعجب می‌کردم که این همه آدم نمی‌توانند این فیلم را بسازند. حتی گفتند واروژ کریم مسیحی این فیلم را بسازد. خوشحال می‌شدم اگر او این فیلم را می‌ساخت. حتی اسم آقای محمدرضا اصلانی را آوردند. خیلی‌ها عقیده داشتند که چند جای فیلم را باید عوض کنم، امّا من برای عوض کردن نرفتم. به هر حال آقای اسدی مهارتش را داشت که لااقل تعداد جاهایی را که می‌خواستند عوض شود به سه برساند و فیلمی بسازد شبیه فیلم‌هایی که قرار است از تلویزیون پخش شود. . . . اصلاً نمی‌خواهم بگویم راضی هستم یا نه. تمام حرف من این است که من این فیلم را این‌طور نمی‌دیدم. این فیلم شباهتی به فیلم‌هایی که داشتم ندارد.

. . . در یک کلمه باید بگویم میزان وفاداری من به متن آقای بیضایی در روز واقعه از وفاداری لارنس اولیویر در هملت شکسپیر که مشهور عام و خاص است به مراتب بیشتر است. در یکصدوچهار دقیقه‌ای که مدت زمان فیلم است میزان آنچه تغییر کرده کمتر از حتی پنج درصد است؛ و شما به امروز نگاه نکنید. شرایط سال شصت‌وهفت را در نظر بگیرید که هیچ‌کس دنبال دردسر ساختن فیلم تاریخی و مذهبی نبود. هشت ماهِ تمام فیلمنامهٔ بی‌نقص و ارزشمند بهرام بیضایی را به دندان گرفتم و به هر جلسه‌ای که فراخوانده شدم، رفتم و از کلمه به کلمهٔ آن دفاع کردم و به پشتیبانی مدیران دلسوز آن زمان در برابر خیل بی‌شمار مخالفان نودوپنج درصد آن را حفظ کردم.

شهرام اسدی، در دفاع از فیلمش و در پاسخِ محمد رحمانیان
از بخش‌هایی از کتاب که در فیلمِ شهرام اسدی نیامده می‌توان فصل دیدار با شهربانو در گذر از ویرانه‌های کهن را نام برد.
علیرضا شجاع‌نوری، که نقشِ اوّلِ فیلم را بازی کرد، یاد کرده که اسبی که اکبر هاشمی رفسنجانی (رئیسِ وقتِ جمهوری) به نقشِ اوّلِ این فیلم اختصاص داده بود شجاع‌نوری را زمین زد و مجروح کرد و فیلم‌برداری متوقّف شد؛ و سپس‌تر کار را با اسبِ دیگری پی‌گرفتند. با این که هاشمی رفسنجانی می‌خواست که این فیلم‌نامه فیلم بشود، در هشت سال دورانِ ریاستِ جمهوریش تنها یک فیلمِ بیضایی (مسافران، ۱۳۷۰) مجالِ ساخت یافت، و گرفتاری‌های فراوانی برای بیضایی و نویسندگان و اندیشندگانِ دیگر به بار آمد؛ به طوری که مسعود کیمیایی در گفتگو با امید روحانی دربارهٔ دیدار (یا به عبارتِ مجلّهٔ گزارش فیلم «بازجویی») سعید امامی با خودش و بیضایی به سالِ ۱۳۷۲، در همان هنگامی که فیلم روز واقعه در جریانِ ساخت بود، گفته: «. . . یکی از آقایان را در یک سال بعد، در یک شهر بزرگ که فیلمبرداری می‌کردم، دیدم. گفت شما دو تا . . . تو و بیضایی رو از تو دهن شیر بیرون آوردیم.»
سپس‌تر، رویدادهای این دوران – نیز با تجربهٔ بازجویی‌های ساواک – در بعضی از کارهای بیضایی مانندِ مجلس شبیه در ذکر مصایب استاد نوید ماکان و همسرش مهندس رخشید فرزین بازتاب یافت.

## نمایش
فیلم‌نامهٔ روز واقعه در مهرِ ۱۳۹۴ به کارگردانیِ محمّد رحمانیان بر صحنه خوانده شد. رحمانیان گفت که هدفِ این فیلم‌نامه‌خوانی اجرای همهٔ دیالوگ‌های فیلم‌نامه است، به طوری که بخش‌هایی که در فیلمِ شهرام اسدی حذف شده به گوشِ تماشاکنان برسد.
نمایشی رادیویی نیز از روی این فیلم‌نامه نوشته و ساخته و در چندین قسمت در ایران پخش شده است.
تابستانِ ۱۴۰۴ نیز نمایشِ روز واقعه به کارگردانیِ مریم علی‌اکبری در تماشاخانهٔ سنگلج بر صحنه رفت.

## در چشمِ دیگران
شهرام جعفری‌نژاد فیلم‌نامهٔ روز واقعه را «صریح‌ترین رجوع بیضایی به تاریخ اسلام» شمرده و تصاویری را که فیلم‌نامه از واقعهٔ کربلا داده «بسیار تأثیرگذارتر» از صحنه‌های مشابه در فیلمِ روز واقعه می‌داند. علی بهرامیان فیلمِ روز واقعه را کامیاب‌ترین فیلمِ سینمای دینی در ایران گفته و این را از فیلم‌نامه دانسته و می‌گوید: «من به خود آقای بیضایی هم گفتم که شما بهتر از همه روح واقعهٔ عاشورا و روح تاریخ آن زمان را دریافتید و درک کردید.» عبدالله اسفندیاری یکی از اسبابِ خوبیِ فیلمِ روز واقعه را این دانسته که داستانش، مانندِ فیلمِ بن هور (۱۹۵۹) که مستقیم به عیسی نمی‌پردازد، «قصه‌ای است در حاشیهٔ کربلا و عاشورا نه در متن آن.»
الهام باقری نوشته که بیضایی در این فیلم‌نامه رستگاریِ مسیحی را در چهرهٔ حسین بن علی بازنموده و از این رهگذر این افسانه نیز «بستر تاریخی» یافته و «ماندگار» شده است.
بهمن فرمان‌آرا بر این باور بوده است که «حتماً بیضایی از روز واقعه فیلم بهتری می‌سازد تا فیلمی که ساخته شد.»

### نزدِ سیاست‌پیشگان
سالِ ۱۳۷۸ که عطاءالله مهاجرانی، وزیر وقتِ فرهنگ و ارشاد اسلامی ایران، در دوره پنجم مجلس شورای اسلامی استیضاح شد، یکی از اعتراض‌های نمایندگانِ معترض مجلس این بود که وزارتِ فرهنگ و ارشاد اسلامی امکان کارِ بهرام بیضایی را، که دارای گرایش مذهبی و سیاسیِ دلخواهِ این نمایندگان شمرده نمی‌شد، فراهم کرده. مهاجرانی، در پاسخِ نمایندگان معترض و در دفاع از کارِ وزارتخانه‌اش، در سخنرانی در مجلس به فیلم‌نامهٔ روز واقعه استناد کرد و چنین گفت:
از جناب آقای بیضایی، برادر عزیزمان جناب آقای نبوی نام بردند و ایشان را نکوهش کردند. در شام غریبان در تلویزیون جمهوری اسلامی ایران فیلم روز واقعه نشان داده شد. فیلم روز واقعه بدون تردید زیباترین، مؤثّرترین فیلمی است که پیام انقلاب عاشورای امام حسین علیه‌السّلام را تبیین کرده است. فیلمنامهٔ این فیلم را جناب آقای بیضایی نوشته‌اند. یعنی کسی که با شور، با عشق، با توجّه، فیلمنامه دربارهٔ امام حسین نوشته از زاویهٔ یک جوان مسیحی که نسبت به امام حسین توجّه می‌کند و این جمله را به کار می‌برد که «تمام حجّت من حسین هست». این جمله رمز، راز و عامل حرکت یک جوان است که به سوی کربلا حرکت می‌کند. خوب، چطور می‌شود ما بدون توجّه به این همه توجّه، این همه تلاش، کاری که هنرمندان ما انجام می‌دهند، به همین راحتی در مورد آن‌ها نام ببریم؟— عطاءالله مهاجرانی در سخنرانی در مجلس شورای اسلامی به سال ۱۳۷۸، استیضاح مهاجرانی وزیر ارشاد دولت خاتمی. یوتیوب. ۱۳۷۸. دریافت‌شده در ۲۷ اسفند ۱۳۹۸.

### در فرهنگِ عامّه
دامون نوردین ترانه‌ای به نامِ «رگبار» خوانده که در آن به کارهای بیضایی، از جمله روز واقعه، اشاره می‌شود. علی زند وکیلی نیز آهنگی به نامِ «روز واقعه» دارد. کتاب‌های دیگری نیز – مخصوصاً در موضوعاتِ مربوط به حسین بن علی – از پسِ این کتاب، «روز واقعه» نام یافته.